# Agim Hajrizi

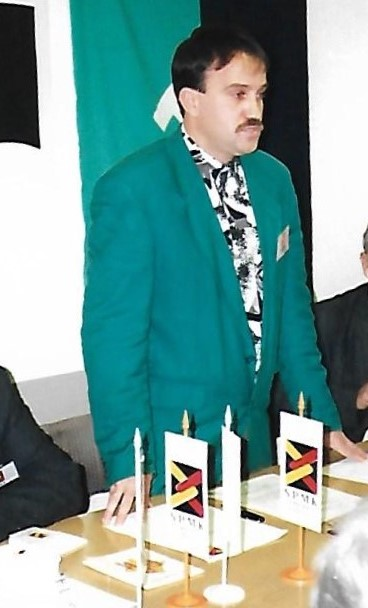
Agim Hajrizi

Agim Hajrizi (* 20. Februar 1961 in Kosovska Mitrovica, SFR Jugoslawien; † 25. März 1999 ebenda) war ein kosovarischer Menschenrechtler und Gewerkschaftspräsident. In den frühen Morgenstunden des 25. März 1999, als im Kosovokrieg die Luftangriffe der NATO auf Serbien begannen, wurde Agim Hajrizi zusammen mit seinem elfjährigen Sohn Ilir und seiner Mutter in seinem Haus ermordet.

## Leben
Hajrizi war seit Juni 1984 mit Afërdita Hajrizi verheiratet. Das Paar hatte drei Kinder und lebte in Mitrovica. Die Familie gehörte der Volksgruppe der Albaner an. Hajrizi erwarb einen Abschluss (ecc. dipl.) im Fach Wirtschaftswissenschaft an der Universität Pristina. Danach war er in der Batteriefabrik des Industriekombinats „Trepča“ als Leiter der IT-Abteilung beschäftigt. Der zunehmende Druck der jugoslawischen Regierung auf die albanische Volksgruppe führte 1989 zur Entlassung aller albanischen Volksangehörigen. In der Folgezeit begann er sich für die Rechte der Albaner einzusetzen. Hajrizi wurde Vorsitzender eines lokalen Unterstützungskomitees, 1992 wurde er in einer inoffiziellen Wahl zum Interessensvertreter der Albaner in Mitrovica gewählt. Ferner setzte er sich für die Abschaffung der Blutrache ein und wurde 2015 postum als Vordenker der „Nationalen Bewegung für die Beilegung von Blutfehden“ geehrt. 1995 wurde Hajrizi Vorsitzender der 1990 gegründeten „Union der unabhängigen Gewerkschaften des Kosovo“ (Bashkimi i Sindikatave të Pavarura të Kosovës; BSPK). In dieser Eigenschaft trat er gegenüber jugoslawischen, später serbischen Behörden als Interessensvertreter der albanischen Volksgruppe auf und hielt wöchentlich Pressekonferenzen im Fernsehen ab. Als Folge seiner Tätigkeit wurde er von Mitarbeitern von Polizei und Geheimdiensten wiederholt zu Hause aufgesucht und befragt und mehrmals festgenommen. Dabei wurde er teilweise körperlich misshandelt und bedroht. Seine Ehefrau erhielt telefonische Drohungen. In mehreren Fällen wurden Besucher Hajrizis nach Verlassen des Hauses von Unbekannten verprügelt.

## Ermordung
Mit Beginn der NATO-Luftangriffe auf serbische Ziele am 24. März 1999 begann eine Welle von gezielten Tötungen albanischer Intellektueller und Persönlichkeiten des öffentlichen Lebens. Am Mittag des 24. März 1999 wurde in Mitrovica Fliegeralarm gegeben. Nachdem kein Angriff erfolgte, besorgte Hajrizis Ehefrau Lebensmittelvorräte und nach Hajrizis Rückkehr gegen 17:00 Uhr verbarrikadierte sich die Familie im Haus. Um 20:00 Uhr wurde bekannt, dass Flugzeuge der NATO verschiedene serbische Ziele angegriffen hatten. Es kam auf der Straße zu Tumulten. Kurz nach Mitternacht fuhren zwei Fahrzeuge vor dem Haus vor. Die Haustür wurde aufgebrochen, sechs Personen drangen ein und eröffneten aus automatischen Waffen das Feuer auf Hajrizi, seinen elfjährigen Sohn Ilir und seine 65 Jahre alte Mutter Nazmija. Sie waren sofort tot. Danach entfernten sich die Angreifer mit ihren Fahrzeugen. Hajrizis Ehefrau sagte aus, die Täter hätten Uniformen einer paramilitärischen Polizeieinheit getragen.
Zwei Angreifer waren der Ehefrau Afërdita Hajrizi persönlich bekannt, es handelte sich um den langjährigen Nachbarn Nenad Pavićević und dessen Freund, den sie nur mit dem Spitznamen „Boban“ kannte. Unmittelbar vor ihrem Tod sprach Hajrizis Mutter Pavićević mit Namen an. Ferner erkannte Hajrizi bereits beim Eindringen als weitere Täter Ratko Antonijević und Dejan Savić. Bei allen Personen handelte es sich um jugoslawische bzw. serbische Polizisten aus Mitrovica, die der serbischen Volksgruppe angehörten. Zwei weitere Personen sowie die Fahrer, die bei ihren Fahrzeugen geblieben waren, blieben unidentifiziert.
Am 16. November 2000 verurteilte das Bezirksgericht Mitrovica Nenad Pavićević wegen des Mordes an Agim, Ilir und Nazmija Hajrizi zur Höchststrafe von 20 Jahren Haft. Das Gericht urteilte, er habe aus ethnisch begründetem Hass und auf Befehl Vorgesetzter gehandelt. Eine weitere Person wurde vom Vorwurf der Mittäterschaft entlastet, jedoch wegen unerlaubten Besitzes militärischer Waffen zu einer Bewährungsstrafe verurteilt. Pavićević blieb der Verhandlung fern und ist seither unauffindbar. Es wird angenommen, dass er in Serbien untergetaucht ist. Die Tat wurde 2002 vor dem Internationalen Strafgerichtshof für das ehemalige Jugoslawien im Verfahren gegen Slobodan Milošević und erneut 2006 im Verfahren gegen Milan Milutinović u. a. behandelt. Dabei sagte Hajrizis Ehefrau als Zeugin aus. Im Verfahren wurden Akten des Bezirksgerichts von Mitrovica beigezogen.

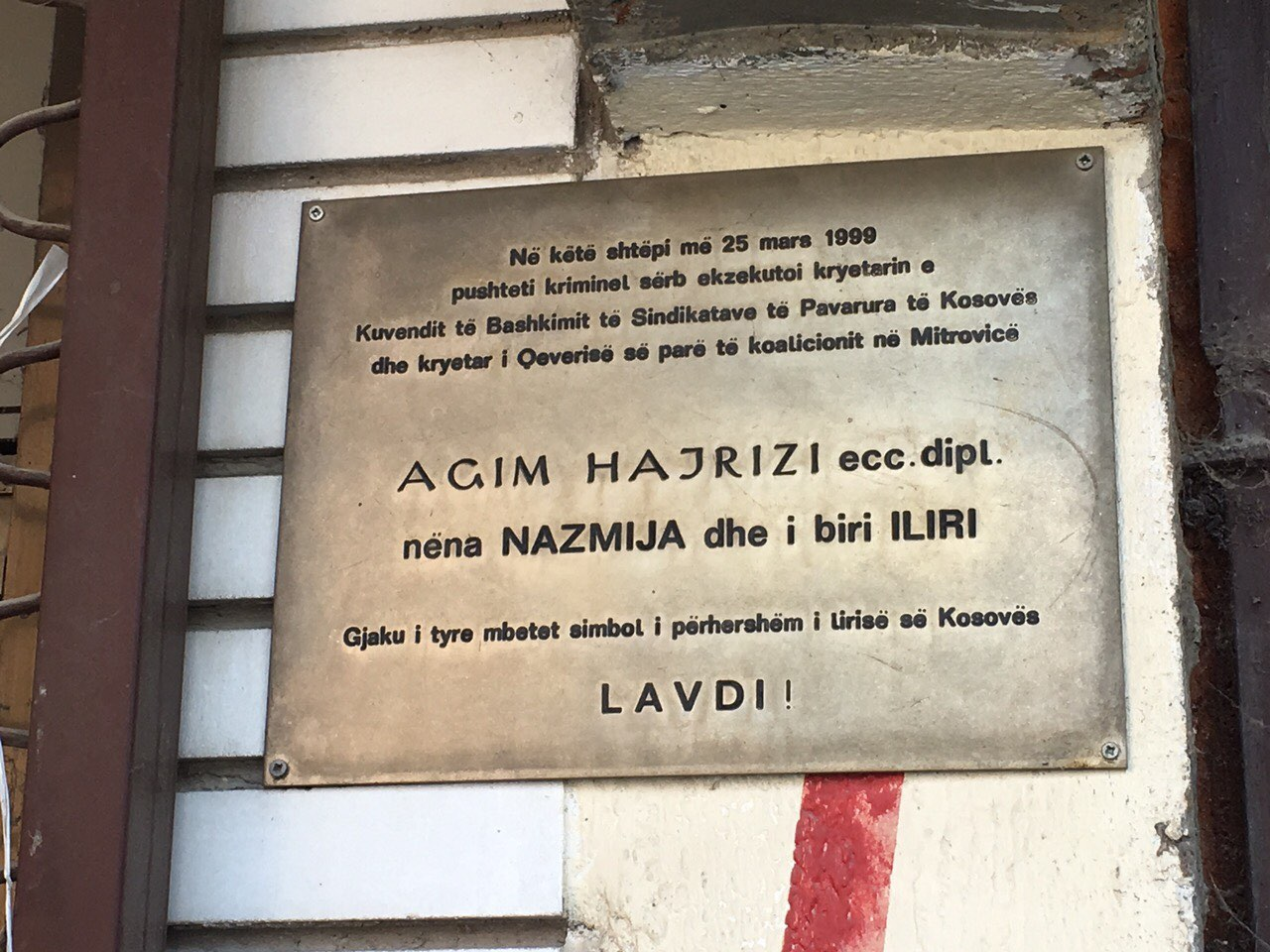
Gedenktafel für Agim Hajrizi in Mitrovica

## Ehrung
Nach Agim Hajrizi wurde eine Straße im Stadtzentrum von Mitrovica benannt, unweit seines Wohnorts.